# Павло Вірський (монета)
«Павло́ Ві́рський» — ювілейна монета номіналом 2 гривні, випущена Національним банком України. Присвячена 100-річчю від дня народження українського балетмейстера, народного артиста СРСР Павла Павловича Вірського, який зробив істотний внесок у розвиток танцю, збагативши його віртуозними хореографічними елементами. Балетмейстер Одеського, Дніпропетровського, Харківського та Київського театрів опери та балету, художній керівник (1955—1975) Ансамблю танцю УРСР (з 1977 року — його імені) Вірський у своїй творчості утверджував принципи театралізації народного танцю, який органічно поєднував з класичним.
Монету введено в обіг 21 лютого 2005 року. Вона належить до серії «Видатні особистості України».

## Опис та характеристики монети
| Номінал грн. | Метал      | Маса, грам | Діаметр, мм. | Якість виготовлення | Гурт     | Тираж, штук |
| ------------ | ---------- | ---------- | ------------ | ------------------- | -------- | ----------- |
| 2            | нейзильбер | 12,8       | 31           | анциркулейтед       | рифлений | 20 000      |

### Аверс
На аверсі монети півколом розміщено написи «УКРАЇНА» (угорі), «2 ГРИВНІ» та логотип Монетного двору Національного банку України (унизу), в обрамлені намистового кола зображено композицію, яка символізує український танок, — квіти із стрічками, у середині якої — малий Державний Герб України, над ним рік карбування монети — «2005».

### Реверс
На реверсі монети розміщено портрет у профіль Вірського, ліворуч від якого у два рядки — роки життя «1905—1975», унизу півколом — напис «ПАВЛО ВІРСЬКИЙ».

## Автори
- Художник -Скоблікова Юлія.

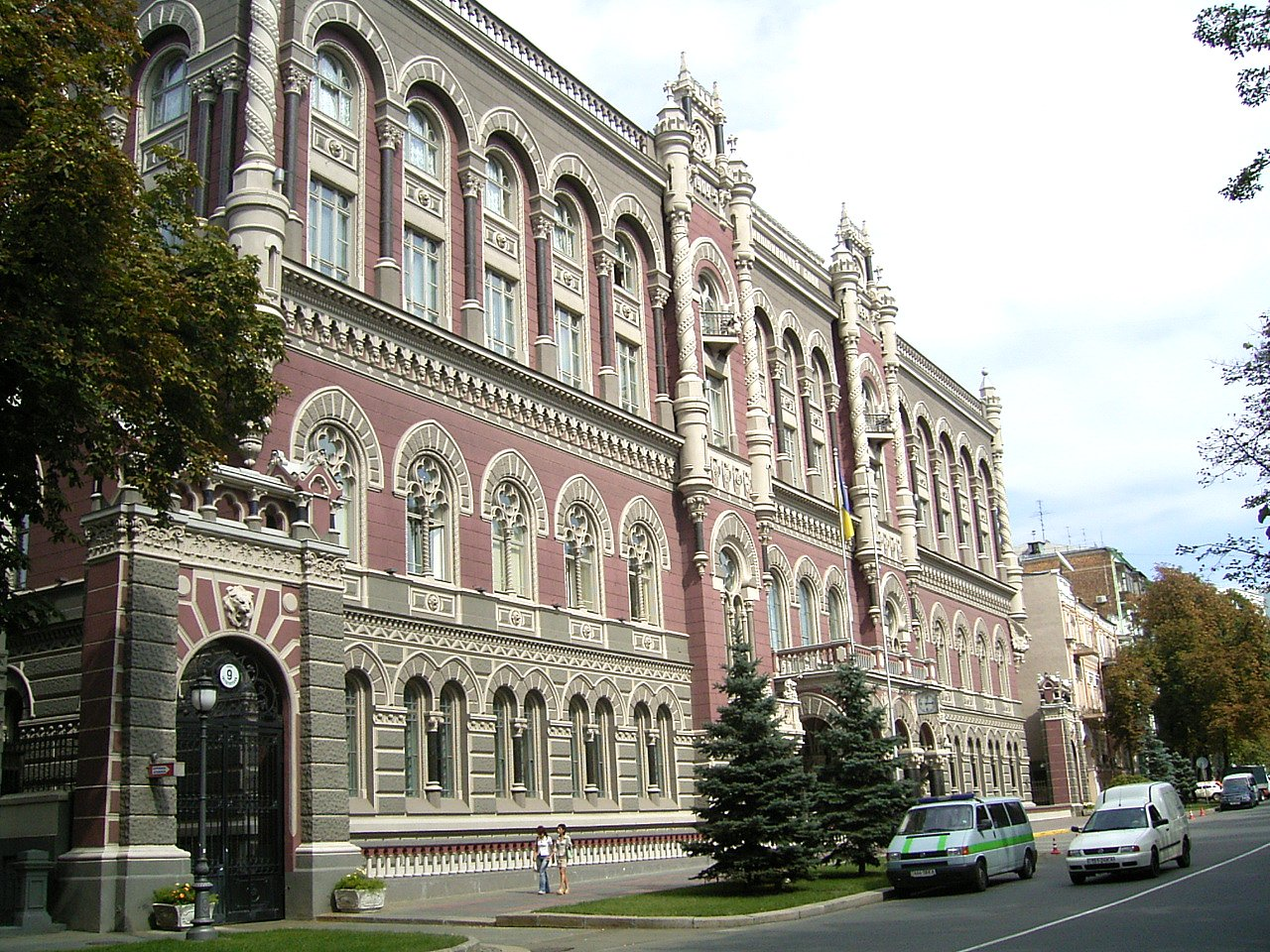
Будівля Національного банку України

- Скульптори: Атаманчук Володимир, Іваненко Святослав.

## Вартість монети
Ціна монети — 15 гривень, була зазначена на сайті Національного банку України 2011 року.
Фактична приблизна вартість монети з роками змінювалася так:
| Рік        | 2010 | 2011 | 2012 | 2013 | 2014 | 2015 | 2016 | 2017 | 2018 | 2019 | 2020 | 2021 | 2022 | 2023 | 2024 | 2025 |
| ---------- | ---- | ---- | ---- | ---- | ---- | ---- | ---- | ---- | ---- | ---- | ---- | ---- | ---- | ---- | ---- | ---- |
| Ціна, грн. | 35   | 35   | 35   | 35   | 50   | 70   | 160  | 240  | 220  | 210  | 210  | 210  | 210  | 270  | 440  | 570  |